# فهرست قنات‌های شهرستان سیرجان
جدول زیر بر اساس آمار وزارت جهاد کشاورزی تهیه شده‌است. فهرست زیر قنات‌های شهرستان سیرجان در استان کرمان را نشان می‌دهد.
| نام قنات      | موقعیت                         | نزدیک‌ترین روستا | طول قنات (متر) | تعداد میله چاه | عمق مادر چاه | دبی (لیتر بر ثانیه) | سطح زیر کشت (هکتار) |
| ------------- | ------------------------------ | --------------- | -------------- | -------------- | ------------ | ------------------- | ------------------- |
| آب سندوئیه    | بخش مرکزی شهرستان سیرجان       | بلورد           | ۱۰۰۰           | ۴۰             | ۵۰           | ۳۵                  | ۵۸                  |
| باغمیر        | بخش مرکزی شهرستان سیرجان       | سعادت‌آباد       | ۲۵۰۰۰          | ۲۰۰            | ۱۵۰          | ۱۵                  | ۶۰                  |
| بلورد         | بخش مرکزی شهرستان سیرجان       | بلورد           | ۳۰۰            | ۳۵             | ۷            | ۱۲                  | ۵                   |
| جعفرآباد      | بخش زیدآباد شهرستان سیرجان     | جعفرآباد        | ۱۲۰۰۰          | ۳۰۰            | ۱۲۰          | ۲۰                  | ۷۴                  |
| حسین‌آباد      | بخش زیدآباد شهرستان سیرجان     | حسین‌آباد        | ۲۴۰۰۰          | ۴۲۰            | ۱۴۰          | ۲۴                  | ۷۲                  |
| خلیل‌آباد      | بخش زیدآباد شهرستان سیرجان     | خلیل‌آباد        | ۳۲۰۰۰          | ۳۰۰            | ۱۵۰          | ۲۵                  | ۱۱۵                 |
| خیرآباد       | بخش زیدآباد شهرستان سیرجان     | خیرآباد         | ۲۰۰۰۰          | ۴۵۰            | ۱۲۵          | ۲۲                  | ۷۶                  |
| زیدآباد       | بخش مرکزی شهرستان سیرجان       | زیدآباد         | ۳۰۰۰۰          | ۴۲۰            | ۱۲۰          | ۳۰                  | ۰                   |
| شرفه          | بخش مرکزی شهرستان سیرجان       | بلورد           | ۱۲۰۰           | ۴۵             | ۵۰           | ۸۰                  | ۷۰                  |
| عبدل‌آباد      | بخش مرکزی شهرستان سیرجان       | سعادت‌آباد       | ۳۵۰            | ۱۰۰            | ۴۰           | ۲۰                  | ۷۷                  |
| عبدل‌آباد علیا | بخش مرکزی شهرستان سیرجان       | سعادت‌آباد       | ۳۰۰            | ۳              | ۲۰           | ۱۰                  | ۷۷                  |
| علی‌آباد       | بخش مرکزی شهرستان سیرجان       | بلورد           | ۴۰۰۰           | ۱۰۰            | ۳۵           | ۴۰                  | ۴۶                  |
| عمادآباد      | بخش مرکزی شهرستان سیرجان       | محمودآباد       | ۲۵۰۰۰          | ۵۰۰            | ۱۳۰          | ۱۲                  | ۶۰                  |
| فخرآباد       | بخش مرکزی شهرستان سیرجان       | سعادت‌آباد       | ۳۵۰۰           | ۹۰۰            | ۱۲۵          | ۲۰                  | ۶۰                  |
| فیروزآباد     | بخش مرکزی شهرستان سیرجان       | مکی‌آباد         | ۱۸۰۰           | ۳۰۰            | ۱۱۰          | ۲۵                  | ۶۰                  |
| فیروزآباد     | بخش مرکزی شهرستان سیرجان       | سعادت‌آباد       | ۸۰۰            | ۴۰             | ۲۰           | ۲۰                  | ۱۷۰                 |
| قاسم‌آباد      | بخش مرکزی شهرستان سیرجان       | بلورد           | ۹۰۰۰           | ۳۵۰            | ۳۰           | ۳۵                  | ۷۲                  |
| مبارکه        | بخش زیدآباد شهرستان سیرجان     | مبارکه          | ۲۳۰۰۰          | ۴۵۰            | ۱۲۰          | ۱۸                  | ۵۰                  |
| محمدیه        | بخش زیدآباد شهرستان سیرجان     | محمدیه          | ۲۴۰۰۰          | ۴۴۰            | ۱۳۰          | ۲۰                  | ۶۸                  |
| محمودآباد     | بخش مرکزی شهرستان سیرجان       | محمودآباد       | ۲۲۰۰۰          | ۵۵۰            | ۱۲۰          | ۱۵                  | ۷۲                  |
| محمودآباد     | بخش مرکزی شهرستان سیرجان       | محمودآباد       | ۲۴۰۰۰          | ۵۰۰            | ۷۰           | ۱۵                  | ۲۱                  |
| مرکزی         | بخش مرکزی شهرستان سیرجان       | مرکزی           | ۱۲۰۰۰          | ۳۰۰            | ۱۶۰          | ۳۰                  | ۷۰                  |
| مرکزی         | بخش مرکزی شهرستان سیرجان       | مرکزی           | ۱۱۰۰۰          | ۱۱۰۰           | ۱۳۰          | ۲۰                  | ۳۵                  |
| مرکزی         | بخش مرکزی شهرستان سیرجان       | مرکزی           | ۲۶۰۰۰          | ۶۰۰            | ۱۱۰          | ۳۰                  | ۱۳۰                 |
| منصورآباد     | بخش مرکزی شهرستان سیرجان       | سعادت‌آباد       | ۱۴۰۰۰          | ۲۸۰            | ۸۳           | ۲۰                  | ۱۵۰                 |
| مهن سواد      | بخش مرکزی شهرستان سیرجان       | سعادت‌آباد       | ۵۰۰            | ۳۵             | ۵۰           | ۲۰                  | ۵۵                  |
| مکی‌آباد       | بخش مرکزی شهرستان سیرجان       | مکی‌آباد         | ۱۰۰۰۰          | ۳۰۰            | ۱۲۰          | ۱۸                  | ۸۵                  |
| نامعلوم       | بخشی نامعلوم در شهرستان سیرجان | نامعلوم         | ۰              | ۰              | ۰            | ۰                   | ۰                   |
| نجف‌آباد       | بخش مرکزی شهرستان سیرجان       | نجف‌آباد         | ۱۵۰۰۰          | ۳۰۰            | ۹۰           | ۲۰                  | ۲۰۰                 |
| نصیرآباد      | بخش مرکزی شهرستان سیرجان       | سعادت‌آباد       | ۵۰۰            | ۵۰             | ۱۵           | ۱۰                  | ۹                   |
| کمال‌آباد      | بخش گلستان شهرستان سیرجان      | کمال‌آباد        | ۵۰۰۰           | ۱۱۰            | ۸۰           | ۲۰                  | ۲۷                  |
| کهن گر        | بخش مرکزی شهرستان سیرجان       | سعادت‌آباد       | ۵۰۰            | ۵۰             | ۵۰           | ۷                   | ۵۵                  |